# Gleneagles

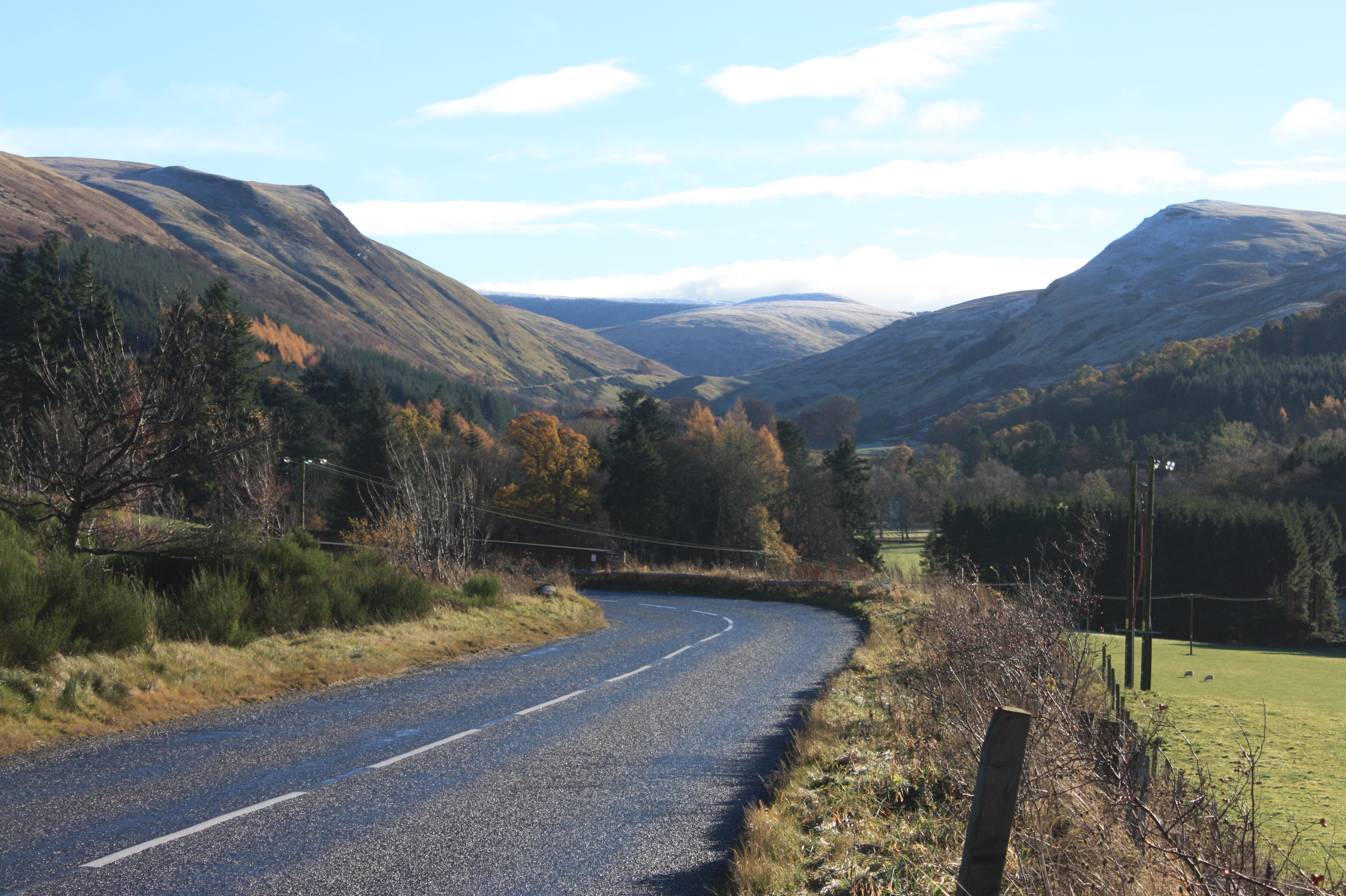
Vista desde el norte

Gleneagles (en gaélico escocés: Gleann na h-Eaglais / Gleann Eagas) es una cañada en las Colinas Ochil de Perth y Kinross de Escocia. El origen del nombre al parecer no tiene nada que ver con águilas, pero se dice que es una corrupción de la palabra gaélico-escocesa para decir iglesia.
Es famoso por su hotel y el campo de golf, así como porque albergó la polémica conferencia del G8 en julio de 2005, por lo que se ganó el apodo de "el campo de golf más fortificado de Escocia" debido a la seguridad.
La estación de ferrocarril de Gleneagles, anteriormente conocida como Crieff Junction, está en la línea entre Perth y Stirling.
El castillo de Gleneagles está enclavado en un entorno bellísimo. Hoy es un hotel de 5 estrellas. Su estilo y su cuidado trasladan al viajero a 3 siglos atrás. 
- Datos: Q525841
- Multimedia: Gleneagles, Scotland / Q525841